# Корнзанд, Эмиль
Эмиль Корнзанд (нем. Emil Kornsand; 12 февраля 1894 года, Кольмар, ныне Франция — 1973, Саут-Деннис, округ Барнстабл, штат Массачусетс, США) — немецко-американский скрипач, альтист и композитор.
Выступал в Берлине как ансамблист, играл вторую скрипку сперва в квартете Владислава Вагхальтера, затем в квартете Рудольфа Демана, в 1932 году записал Скерцо Ферруччо Бузони (с пианистом Фридрихом Шнаппом и виолончелистом Карлом Дехертом). В 1938 г. перебрался в США, сперва поступил в Симфонический оркестр NBC, затем в 1939—1961 гг. играл в Бостонском симфоническом оркестре (до 1950 г. на альте, затем на скрипке). В 1940-е гг. играл также вторую скрипку в струнном квартете Феликса Галимира.
Автор симфонической поэмы «Метаморфозы» (1957, премьерой дирижировал Шарль Мюнш), «Кейп-кодских этюдов» (англ. Cape Cod Sketches) для оркестра (1971), концерта для альта с оркестром, фантазии для органа и струнных, камерных сочинений.
Последние годы жизни Корнзанда прошли на полуострове Кейп-Код. В память о нём местный симфонический оркестр присуждает ежегодную награду юному музыканту-струннику.